# Power Macintosh 8600
Power Macintosh 8600は、1997年2月から 1998年2月までApple Computer, Inc.によって設計、製造、販売されたパーソナルコンピュータである。これは、 200 MHz PowerPC 604eプロセッサを搭載したPower Macintosh 7300および9600とともに導入され、 Quadra 800ベースで嫌われ続けた前身のPower Macintosh 8500からフォームファクタを置き換え、新しい筐体デザインで提供された。
Power Macintosh 7300および9600と同様に、8600 には新しいPowerPC 604eおよび 604ev CPUが搭載された。これは、前モデルの 8500 および9500で使用されていたPowerPC 604の改良版である。これは9600と同じく、新型ケースを使用したが、前世代同様より低価格で拡張性がやや劣っていた (RAMソケットが12ではなく8つ、PCI スロットが6器ではなく3器)。 RCAオーディオの入出力、Sビデオの入出力、コンポジットビデオの入出力など、高度なオーディオビデオポートが搭載されている。 8600は当初から供給問題に悩まされ、発売から4か月後の1997年6月になってやっと安定供給された。300MHzモデルも発売後に供給安定が遅れたが、初期モデルほどではなかった。
1997年8月に、250MHzと300MHzのより高速なモデルに置き換えられた。その後 8600は、1998年2月に廃止された。これは、後継のPower Macintosh G3 MT発売から数か月後のことである。

## モデル
1997年2月17日発表:
- Power Macintosh 8600/200 : [4] 漢字Talk 7.5.5搭載[5]

1997年8月5日発表:
- Power Macintosh 8600/250 : [6] Mac OS 7.6.1搭載
- Power Macintosh 8600/300 : [7] Mac OS 7.6.1搭載